# لويز كلوف
لويز كلوف (1937 - ) (بالإنجليزية: Louise Clough)‏ هي لاعبة كريكت نيوزلندية. شاركت مع منتخب نيوزيلندا الوطني للكريكت.

## وصلات خارجية
- لويز كلوف على موقع إي آس بي آن كريك إنفو (الإنجليزية)